# Rostysław Łysenko
Rostysław Ihorowycz Łysenko, ukr. Ростислав Ігорович Лисенко (ur. 22 sierpnia 1966 w Stachanowie) – ukraiński piłkarz, grający na pozycji pomocnika, trener piłkarski.

## Kariera piłkarska
Karierę piłkarską rozpoczął w mniej znanych amatorskich zespołach. W niepodległej Ukrainie w 1993 roku bronił barw miejscowego klubu Wahonobudiwnyk Stachanow. W 1994 występował w amatorskim Hirnyku Brianka. W 1995 zakończył karierę piłkarską w trzecioligowej drużynie Transimpeks-Roś-2 Terezyne.

## Kariera trenerska
Po zakończeniu kariery piłkarskiej rozpoczął karierę trenerską. W 1994 rozpoczął naukę w Ukraińskiej Wyższej Szkole Trenerskiej, po ukończeniu której otrzymał kwalifikację wyższej kategorii. Od 1994 do 1996 roku pracował najpierw reprezentantami Ukrainy rocznika 1979. Potem, przez prawie cztery lata, był trenerem miejscowego Szachtara Stachanow. Pod jego kierownictwem, Szachtar zawsze zdobywał medale mistrzostw obwodu ługańskiego, a w sezonie 1998/99 grał w drugiej lidze. W marcu 2003 roku został mianowany na trenera rosyjskiego klubu Bałtika-2 Kaliningrad, a rok później objął stanowisko dyrektora wykonawczego klubu Bałtika-Tarko Kaliningrad, występującej w rosyjskiej drugiej dywizji. W styczniu 2004 roku trenerską licencję kategorii A. Od kwietnia do września 2005 pracował jako starszy trener Wydziału Piłki Nożnej DJuSSz w Stachanowie. 27 września 2005 został zaproszony do Heliosa Charków, aby pełnić funkcję głównego trenera klubu, a już 29 listopada 2005 został zatwierdzony na tym stanowisku. 13 czerwca 2006 został zwolniony z obowiązków trenera. Potem prowadził drużynę rezerw Zorii Ługańsk. 7 kwietnia 2007 objął stanowisko głównego trenera IhroSerwisu Symferopol. 28 sierpnia 2007 po bezbramkowym remisie z miejscowym rywalem Feniks-Illiczoweć Kalinine podał się do dymisji. Potem trenował FK Stachanow.